# Mireille Gleizes
Mireille Gleizes (née le 23 février 1956 à Tamise, Belgique) est une pianiste dont le répertoire est principalement attaché à la Nouvelle musique consonante.

## Biographie
Premier Prix du Conservatoire Royal de Gand, elle poursuit sa formation à l'Académie d'État de musique de Biélorussie. Elle obtint son diplôme supérieur avec la plus haute distinction et continue à étudier avec notamment le Premier Prix Reine Elisabeth Mikhaïl Faerman et le compositeur, pianiste et pédagogue Piotr Lachert.
Parallèlement à l’entretien de sa virtuosité, le silence qu’elle cultiva dans la méditation zen fut la source fondamentale de son expressivité. Cette extraordinaire combinaison de virtuosité et d’expressivité lui ouvrit les portes d'un vaste répertoire allant de Jean-Sébastien Bach à Alfred Schnittke. Ceci explique probablement pourquoi la musique contemporaine, et plus spécialement la Nouvelle musique consonante avec des compositeurs tels que Dominique Dupraz, Gilberto Mendes, Piotr Lachert, Michel Lysight, ou encore Georgs Pelēcis, occupe une place privilégiée dans sa carrière.
Mireille Gleizes exerce tant comme soliste que comme musicienne de musique de chambre. Elle joue notamment avec le violoniste russe Mikhaïl Bezverkhny - Premier Prix du Concours International Reine Elisabeth -, avec la violoncelliste belge France Springuel, avec l’altiste israélien Michael Kugel, avec le violoniste allemand Marc Lubotski et encore avec l’orchestre flamand I Fiamminghi dirigé par Rudolph Werthen. Elle a participé à de nombreux concerts en Europe, aux États-Unis, en ex-URSS, en Bosnie-Herzégovine, au Canada, au Brésil et au Mexique, ainsi qu'à plusieurs enregistrements pour la radio, de disques compacts et de musiques de film.
Elle a assuré la création mondiale de nombreuses œuvres, appartenant notamment au catalogue d'Alain Van Kerckhoven Éditeur, maison d'édition à laquelle elle a apporté son expertise technique.